# Callopistria bergeri
Callopistria bergeri là một loài bướm đêm trong họ Noctuidae.